# Roseole
Roseolen sind kleinfleckige, rote Hautausschläge (Exantheme), die bei verschiedenen Infektionskrankheiten anzutreffen sind:
- Typhus abdominalis: insbesondere an der Bauchhaut; die Roseolen sind mit einem Glasspatel charakteristischerweise wegdrückbar und jucken nicht

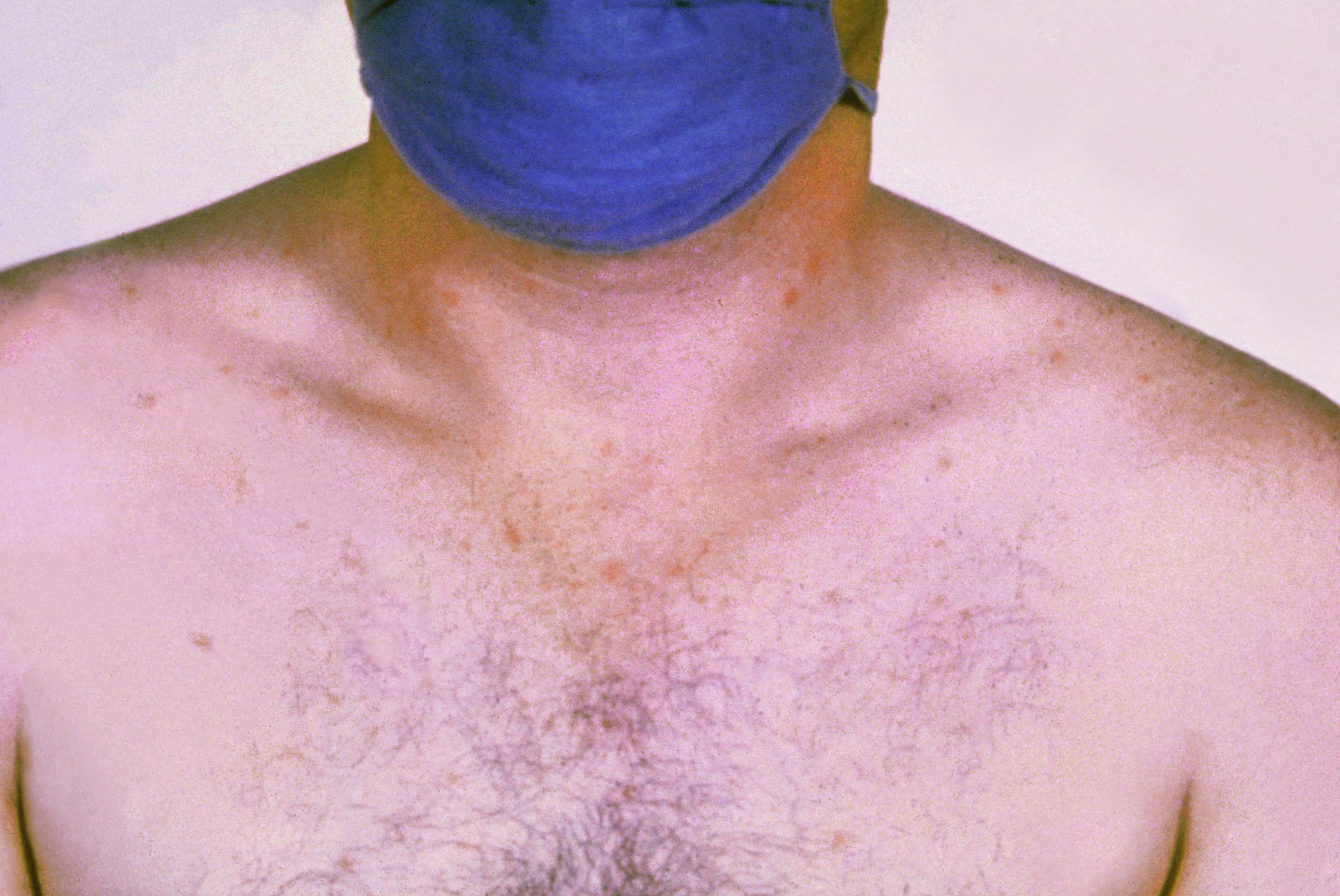
Roseolen auf der Brust eines an Typhus erkrankten Patienten

- Paratyphus: Die Roseolen sind auch an den Extremitäten lokalisiert
- Syphilis: Hier sind die Roseolen generalisiert (den ganzen Körper betreffend) und meist infektiös; sie jucken ebenfalls nicht. Sie können auch Hand- und Fußsohlen einbeziehen.
- Windpocken: Im ersten Stadium der Erkrankung